# Al-Rehab-palatset
Al-Rehab-palatset var ett palats i Bagdad i Irak.
Det var den irakiska kungafamiljens residens från 1937 till 1958. 
Det byggdes på kungafamiljens bekostnad i västra Iraks huvudstad Bagdad, mellan den exklusiva förorten Al-Mansour (särskilt Darragh-kvarteren) i norr och Al-Khar-floden i söder. Tvärs över gatan låg Al-Zuhour-palatset, säte för framlidne kung Faisal I. Det var kungafamiljens privatbostad och räknades inte som offentlig kunglig egendom. Det blev kungafamiljens sista bostad: 1957 började kungliga palatset uppföras, men det hann aldrig bli färdigställt innan monarkin avskaffades. 
Det var scen för massakern på kungafamiljen under 14 juli-revolutionen 1958.
Byggnaden revs 1973. 